# Orissania daitarica
Orissania daitarica är en spindelart som beskrevs av Prószynski 2003. Orissania daitarica ingår i släktet Orissania och familjen hoppspindlar. Inga underarter finns listade i Catalogue of Life.